# Łoże siewne

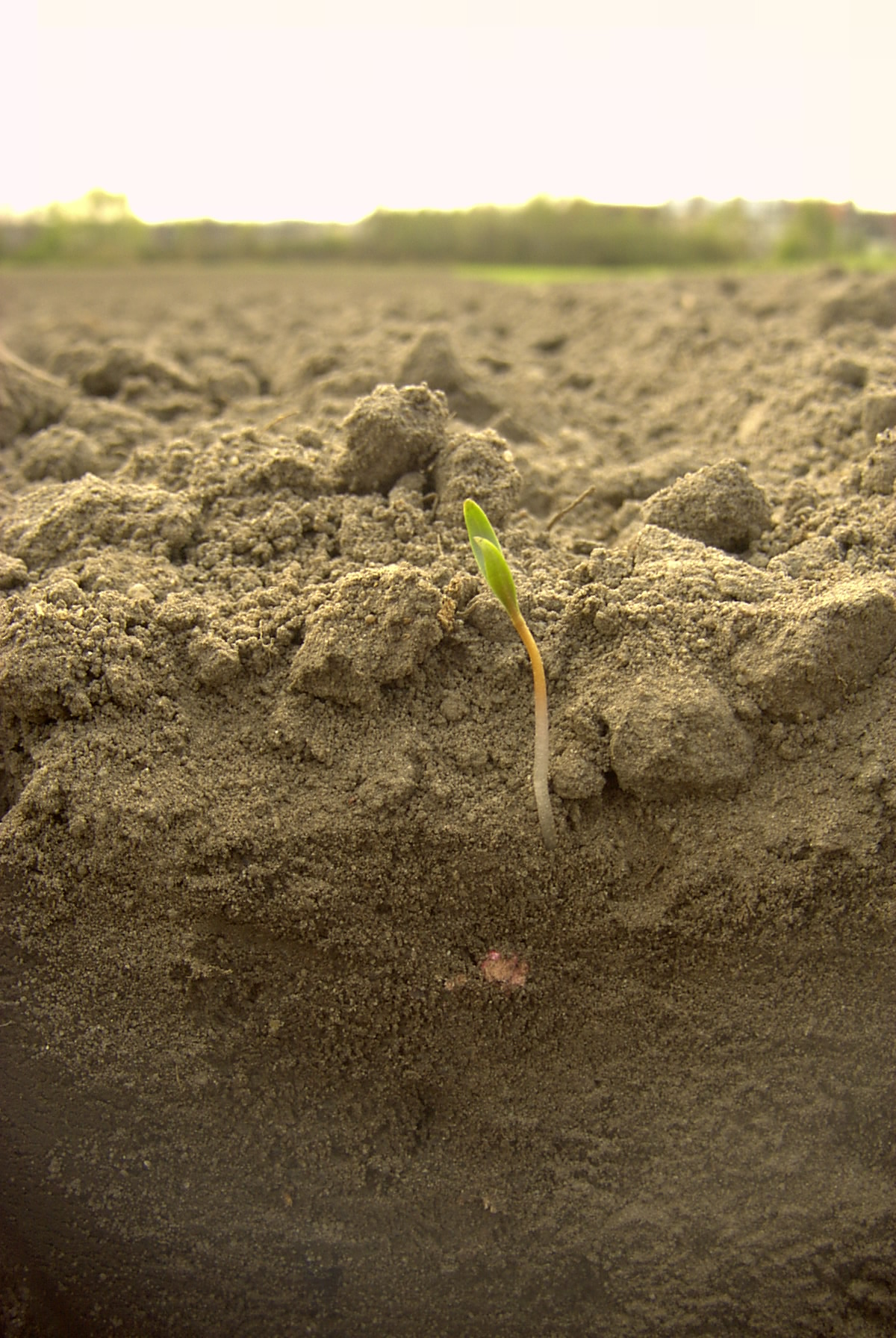
Wschodząca siewka buraka cukrowego

Łoże siewne – wierzchnia kilkucentymetrowa warstwa roli przygotowana do siewu.
Wschodzące siewki są bardzo wrażliwe na stan wierzchniej warstwy roli przygotowanej do siewu. Celem uprawy przedsiewnej jest doprowadzenie roli do stanu sprawności. Wysoką polową zdolność wschodów i szybki rozwój młodych roślin można uzyskać tylko wtedy, gdy zapewnione jest doprowadzenie wody do nasion z głębszych warstw gleby oraz dostęp ciepła i powietrza z góry przez spulchnioną warstwę roli.